# Strmca (Bloke, Slovenija)
Strmca je naselje u slovenskoj Općini Bloki. Strmca se nalazi u pokrajini Notranjskoj i statističkoj regiji Notranjsko-kraškoj. 

## Stanovništvo
Prema popisu stanovništva iz 2002. godine naselje je imalo 25 stanovnika.